# George Larner
Pour les articles homonymes, voir Larner.
George Larner (né le 7 mars 1875 - mort le 4 mars 1949) est un ancien athlète britannique spécialiste de la marche athlétique, double médaillé d'or aux Jeux olympiques d'été, en 1908.

## Carrière

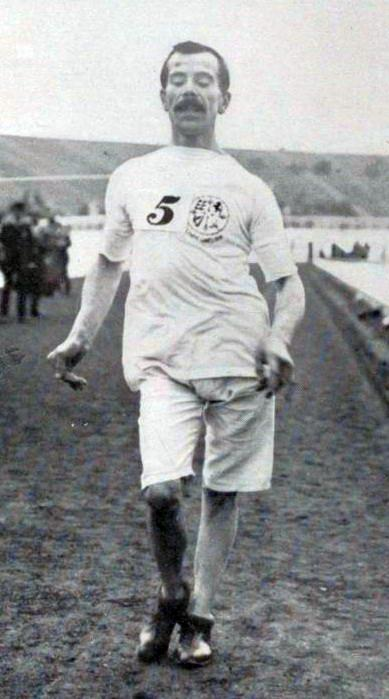
George E. Larner, vainqueur de la marche de 3500 mètres aux Jeux olympiques de 1908.

## Palmarès

### Jeux olympiques d'été
- Athlétisme aux Jeux olympiques d'été de 1908 à Londres,  Royaume-Uni
  -  Médaille d'or sur 3 500 m marche
  -  Médaille d'or sur 10 miles marche